# Изложба „Цртеж и мала пластика” (1991)
Изложба „Цртеж и мала пластика” се одржала у периоду од 17. јануара до 15. фебруара 1991. године у Уметничком павиљону „Цвијета Зузорић” у Београду.

## Уметнички савет
Избор радова за изложбу је обавио Уметнички савет Удружења ликовних уметника Србије.

## Излагачи

### Цртеж
1. Стојанка Бошњак
2. Јелена Буторац
3. Марина Васиљевић Кујунџић
4. Бранко Вељовић
5. Драган Гајер
6. Фатима Дедић
7. Драган Димић
8. Душан Ђокић
9. Зоран Н. Ђорђевић
10. Владета Живковић
11. Светлана Златић
12. Вук Јевремовић
13. Огњен Јеремић
14. Љубодраг Јанковић Јале
15. Весна Кнежевић
16. Братислав Крстић
17. Милинко Коковић
18. Милутин Копања
19. Емило Костић
20. Марко Кушић
21. Јелена Марковић
22. Срђан Марковић Ђиле
23. Бранимир Мијушковић
24. Славко Миленковић
25. Милан Миљковић
26. Миодраг Нагорни
27. Зоран Насковски
28. Бранислав Николић
29. Милан Обретковић
30. Јован Пантић
31. Михаило Петковић
32. Александар Поповић
33. Милан Поповић
34. Мице Попчев
35. Слободан Роксандић
36. Саша Рајовић
37. Јавор Рашајски
38. Едвина Романовић
39. Милан Сабљић
40. Виолета Самарџић
41. Рада Селаковић
42. Драгана Станаћев
43. Јовица Стевановић
44. Миодраг Стојановић
45. Стеван Стојановић
46. Мића Стоиљковић
47. Војислав М. Танасијевић
48. Станка Тодоровић
49. Јасна Тополски
50. Србољуб Траванов
51. Мирко Тримчевић
52. Владимир Ћурчин
53. Мирољуб Филиповић
54. Радован Хиршл
55. Биљана Црнчанин

### Мала пластика
1. Бошко Атанацковић
2. Радомир Бранисављевић
3. Марина Васиљевић Кујунџић
4. Срђан Вукајловић
5. Драган Јеленковић
6. Гордана Каљаловић Одаловић
7. Снежана Нина Коцић
8. Љубиша Манчић
9. Милан Р. Марковић
10. Милан Т. Марковић
11. Вукашин Миловић
12. Мице Попчев
13. Божица Рађеновић
14. Балша Рајчевић
15. Милан Р. Ракочевић
16. Слободан Роксандић
17. Душан Русалић
18. Срђан Симоновић
19. Мирољуб Стаменковић
20. Томислав Тодоровић
21. Сава Халугин